# Jai Alai

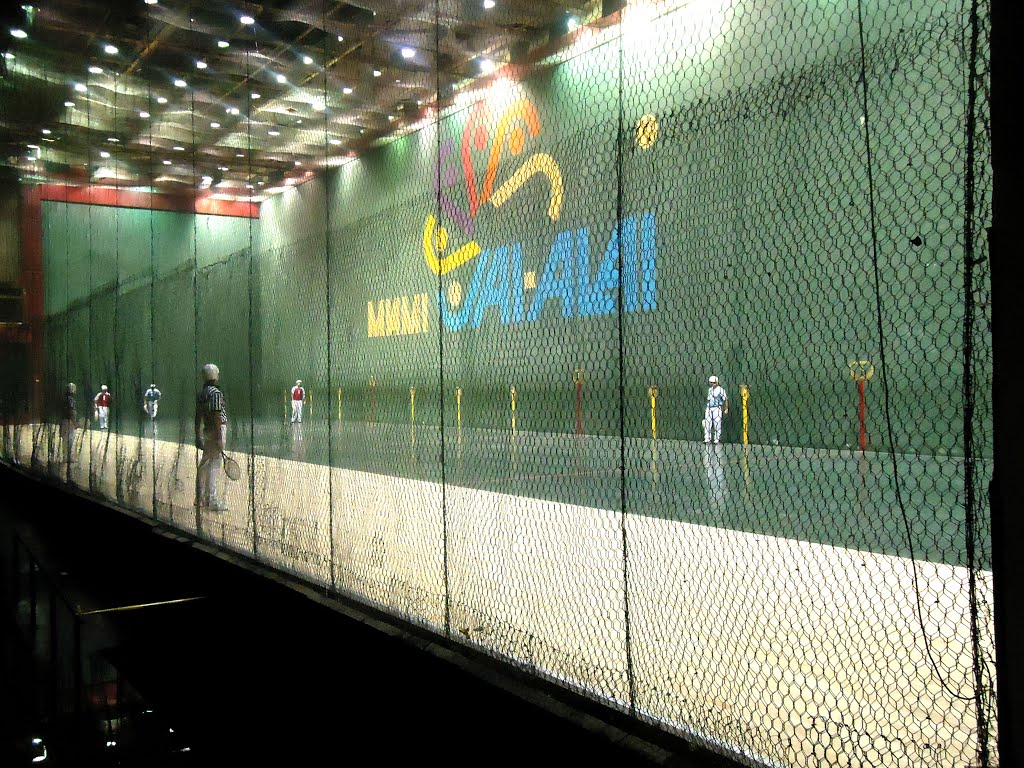
Jai Alai Frontón in Miami

Jai Alai (baskisch: fröhliches Fest; [xaɪ ɑlaɪ] auf Baskisch) oder Cesta-Punta (spanisch  für Spitzkorb) ist eine Variante des baskischen Pelotaspiels.
Baskische Auswanderer brachten ihren Nationalsport Pelota mit in die USA, wo das Spiel stellenweise verbreitet ist. Das Spielprinzip beruht auf dem Werfen des Balles gegen die Wand, wobei der zurückspringende Ball nur einmal den Boden berühren darf, bevor er vom gegnerischen Spieler gefangen und seinerseits wieder gegen die Wand gespielt wird. Diese Spielweise ist noch am ehesten mit dem im deutschsprachigen Raum bekannteren Squash zu vergleichen. Anstatt eines Schlägers verwendet jeder Spieler jedoch eine schmale korbförmige Verlängerung an seinem Wurfarm, die eine enorme Beschleunigung des Balles ermöglicht.

## Geschichte
Der spanische Konquistador Hernán Cortés brachte das Ballspiel, bei dem es ursprünglich um Leben und Tod ging, 1528 nach seinem Sieg über die Azteken nach Spanien. Dort wurde es nach Abwandlung der Spielregeln zu einem humaneren Spiel unter dem Namen Pelota zum Nationalsport. Im Laufe der Zeit entwickelten sich eine Spiel-Variante mit Holzschläger, eine weitere mit der bloßen Hand und eine mit Spitzkorb. Letztere kam dann 1898 durch baskische Einwanderer nach Kuba. Den baskischen Namen für „Fröhliches Fest“ Jai Alai erhielt das Spiel, da hauptsächlich an Sonn- und Feiertagen gegen Kirchenwände gespielt wurde.

## Spielort
Die längliche Wettkampfhalle, in der Jai-Alai gespielt wird, heißt Frontón. An der langen, in Spielrichtung linken Seite des Gebäudes befindet sich das betonierte Spielfeld, La Cancha. Es erstreckt sich über eine Länge von mindestens 46 m nach den Regeln in Florida, das Frontón in Dania Beach gibt um die 55 m (178' 8") an, und eine Breite von ca. 10 m. An den rechten Spielfeldrand grenzt die Out-of-Bounds-Zone, auch Contracancha, in der der Ball gefangen und geworfen werden kann, dort aber nicht auftreffen darf. Daran schließen sich die Zuschauertribünen an, die ein Stahlnetz vor eventuellen Fehlwürfen schützt. In den Anfangszeiten des Spieles, als es oft noch unter freiem Himmel stattfand, gab es oft überhaupt keinen Ballschutz für die Zuschauer. Sie saßen einfach weit genug vom Spielfeldrand entfernt. Die drei Seitenwände, Frontis (die vordere Spielwand), Lateral (die Seitenwand) und Rebote (die Rückwand), gehören mit zum Spielfeld. Weil immer direkt auf die vordere Wand gespielt wird, ist diese nicht nur wie die anderen zwei Wände aus Beton, sondern die Oberfläche noch mit Granitblöcken verstärkt.

## Spielgerätschaften
Das Spielgerät ist ein tennisballgroßer, zunächst mit Wolle, später Nylon umwickelter und mit Ziegenleder bezogener 130 g schwerer Vollgummiball (spanisch: pelota; baskisch: pilota). Das Leder ist wie bei einem Baseball vernäht und ähnelt diesem äußerlich sehr. Die Bälle lassen sich nur in Handarbeit herstellen und sind daher teuer (bis zu 200 $); dabei sind sie nur 15 bis 20 Minuten spielbar, bevor sie repariert werden müssen, infolge der enormen Geschwindigkeit, mit der diese Bälle gegen die Granitoberfläche der Betonmauer geworfen werden. Im Guinness-Buch der Rekorde wird die Höchstgeschwindigkeit mit 188 mph (302,5 km/h) angegeben. Jose Ramon Areitio stellte diesen Rekord am 3. August 1979 im Frontón in Newport (Rhode Island) auf.

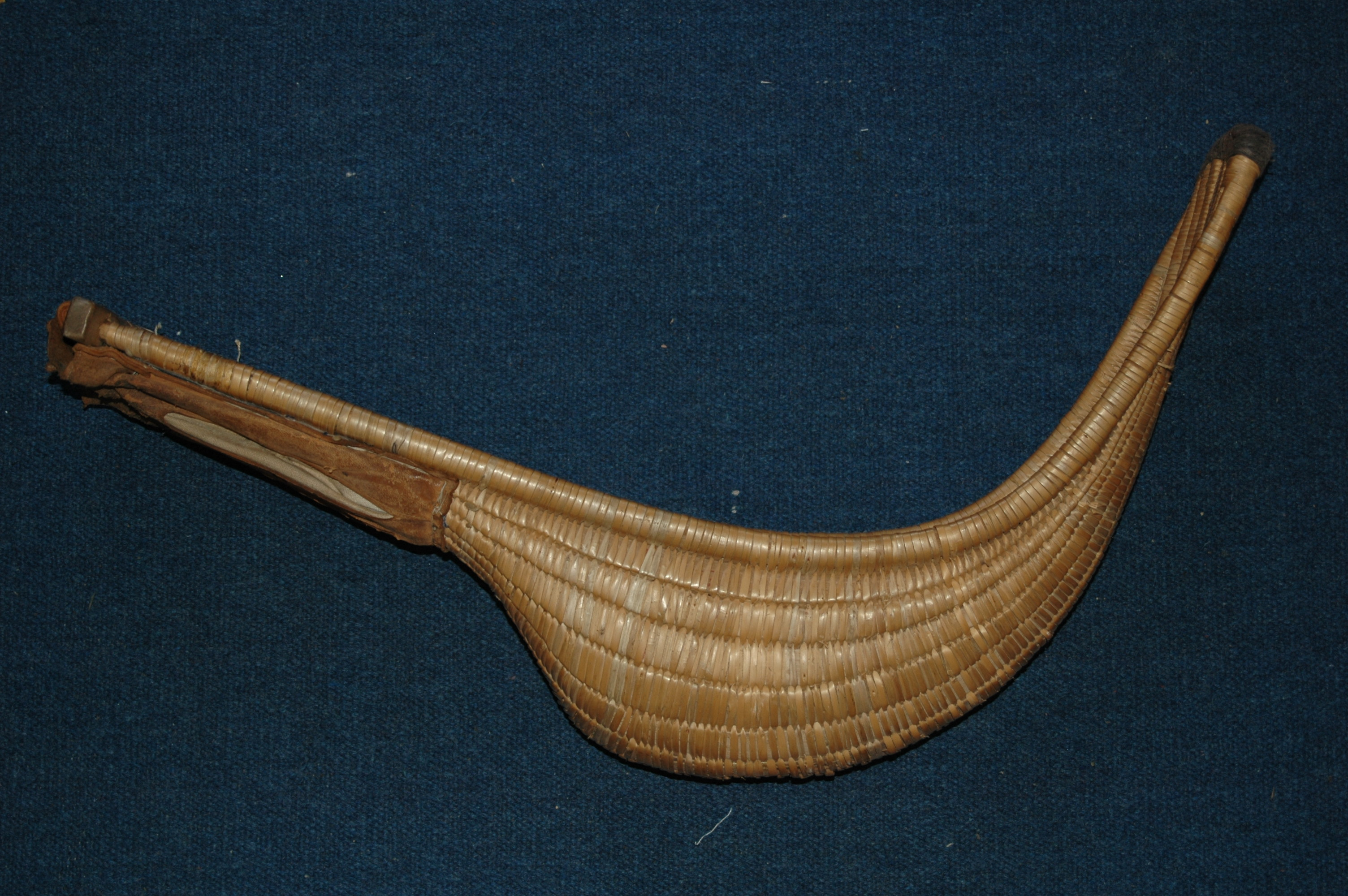
Der Cesta Punta (span.) oder Xistera (bask.), welcher als Verlängerung des Arms die enorme Beschleunigung des Balles ermöglicht

Die persönliche Ausrüstung der Spieler besteht aus langen weißen Hosen und weißen Schuhen. Die Trikots sind entsprechend der Reihenfolge der Spieler gefärbt und mit der jeweiligen Positionsnummer auf dem Rücken gekennzeichnet. Die Farben sind in den Regeln genau festgelegt, damit Zuschauer, die eine Wette abgegeben haben, das Spiel leichter verfolgen und ihre Favoriten besser von den anderen Spielern unterscheiden können. In den Anfängen des Sports waren auch die Hemden weiß und die gegnerischen Spieler trugen zur Unterscheidung verschiedenfarbige Bauchbinden, meist in den Farben blau und rot. Aus Gründen der Sicherheit schreibt das Reglement das Tragen von Helmen vor, da in der Vergangenheit immer wieder schwere Unfälle und sogar Tote zu beklagen waren. Der charakteristischste Teil der Ausrüstung ist der Cesta Punta (spanisch: Spitzkorb). Er ermöglicht erst die rasanten Geschwindigkeiten der Bälle, durch die damit erreichte Verlängerung des Armes. Der rinnenförmige und gebogene Korb läuft zum einen Ende flach aus und wird am anderen Ende durch eine handschuhartige Lederscheide und mit Riemen an der rechten Hand und dem Unterarm des Spielers befestigt. Aus Sicherheitsgründen wird ausschließlich mit der rechten Hand gespielt, damit der Ball nicht direkt Richtung Zuschauer geschleudert wird. Für die Profispieler fertigen spezialisierte Handwerker die Cestes aus geflochtenem Schilf und dem Holz spanischer Kastanien an.
Insbesondere in Florida wurde das professionelle Jai-Alai-Spiel auch Grundlage eines Systems von Sportwetten als Alternative zu Pferde- und Hunderennenwetten.

## Verwendung in der Populärkultur
In dem Bud-Spencer- und Terence-Hill-Film Zwei sind nicht zu bremsen gibt es eine lange Szene, in der ein Jai-Alai-Spiel gezeigt wird.
Auch wurde in dem Disney-Film Tron von 1982 eine Szene eingebaut, in der zwei Personen mit ihren Cestes ein Jai-Alai-verwandtes Spiel auf Leben und Tod spielen.
In der Miami-Vice-Folge „Blutsbande“ (orig. „Killshot“) ist Jai Alai verarbeitet, ebenso im Vorspann jeder Folge. Auch in dem auf Miami Vice anspielenden Videospiel Grand Theft Auto: Vice City taucht Jai Alai auf.
In der amerikanischen Fernsehserie Mad Men, die in den 1960er Jahren spielt, wird Jai Alai in mehreren Folgen erwähnt: In The Arrangements gewinnt die Agentur Sterling Cooper den Auftrag zur Entwicklung einer Werbekampagne für den Sport. Ein Spiel wird nicht gezeigt, aber eine Xistera, und der Dialog nimmt Bezug auf die (tatsächlich nicht sehr erfolgreichen) Versuche, den Sport in den USA zu professionalisieren. In Public Relations gelingt der Agentur der Verkauf eines TV-Specials an den Fernsehsender ABC, aber der Kunde zieht, aus Verärgerung über vermeintlich schlechte Behandlung, seinen Auftrag wieder zurück.
In der Seinfeld-Folge Der Duschkopf versucht George seine Eltern unter anderem mit der Aussicht, auf Ergebnisse beim Jai Alai wetten zu können, von einem Ruhestand in Florida zu überzeugen.
In der Simpsons-Folge Die japanische Horror-Spiel-Show wettet Homer online auf Jai Alai auf den Kaimaninseln.
In der Simpsons-Folge Der Videobeichtstuhl wohnt der Charakter „Lenny“ hinter einer Jai-Alai-Arena.
In der The-Glades-Folge Haben Sie das von Lori gehört? wird die erste professionelle Jai-Alai-Spielerin der USA in der Umkleide erschossen und der Mörder unter den männlichen Kollegen gesucht. Die Ermittlungen finden auf der Spielanlage statt und die ganze Episode dreht sich um den Sport.
In der Serie Archer, in Folge 5 der ersten Staffel mit dem Namen Honeypot spielt der Protagonist Sterling Archer ein Jai-Alai-Match, um an Informationen eines kubanischen Ex-Agenten zu kommen.

## USA Heute
Nachdem 1988 in Florida eine Lotterie eingeführt worden war, die der wettenden Bevölkerung eine billigere und einfachere Methode zu Glücksspielen ermöglichte, brach die Popularität des Spieles ein. Ausschlaggebend war auch, dass die Spieler im gleichen Jahr in einen dreijährigen Streik traten, um Verträge und medizinische Boni zu erhalten.
Inzwischen wird von einem „sterbenden“ Sport gesprochen.
Wo sich früher abends tausende von Zuschauern an den Spielen erfreut und gewettet haben, sieht man heute weniger Zuschauer auf den Sitzplätzen als Spieler auf dem Feld. Für die Betreiber der Hallen sind die Frontóns inzwischen ein einkalkulierter Verlust, zumal Floridas Gesetz für die Lizenz der Kasinos neben Glücksspiel auch eine Wettsportart vorschreibt. Da viele Frontóns inzwischen geschlossen haben und die besten der Athleten nun auf enger Front jeden Tag gegeneinander antreten, gehen einige Experten ironischerweise davon aus, dass das heute in Florida gespielte Jai-Alai sowohl in technischer, als auch in athletischer  Hinsicht das qualitativ hochwertigste jemals gespielte ist.

## Trivia

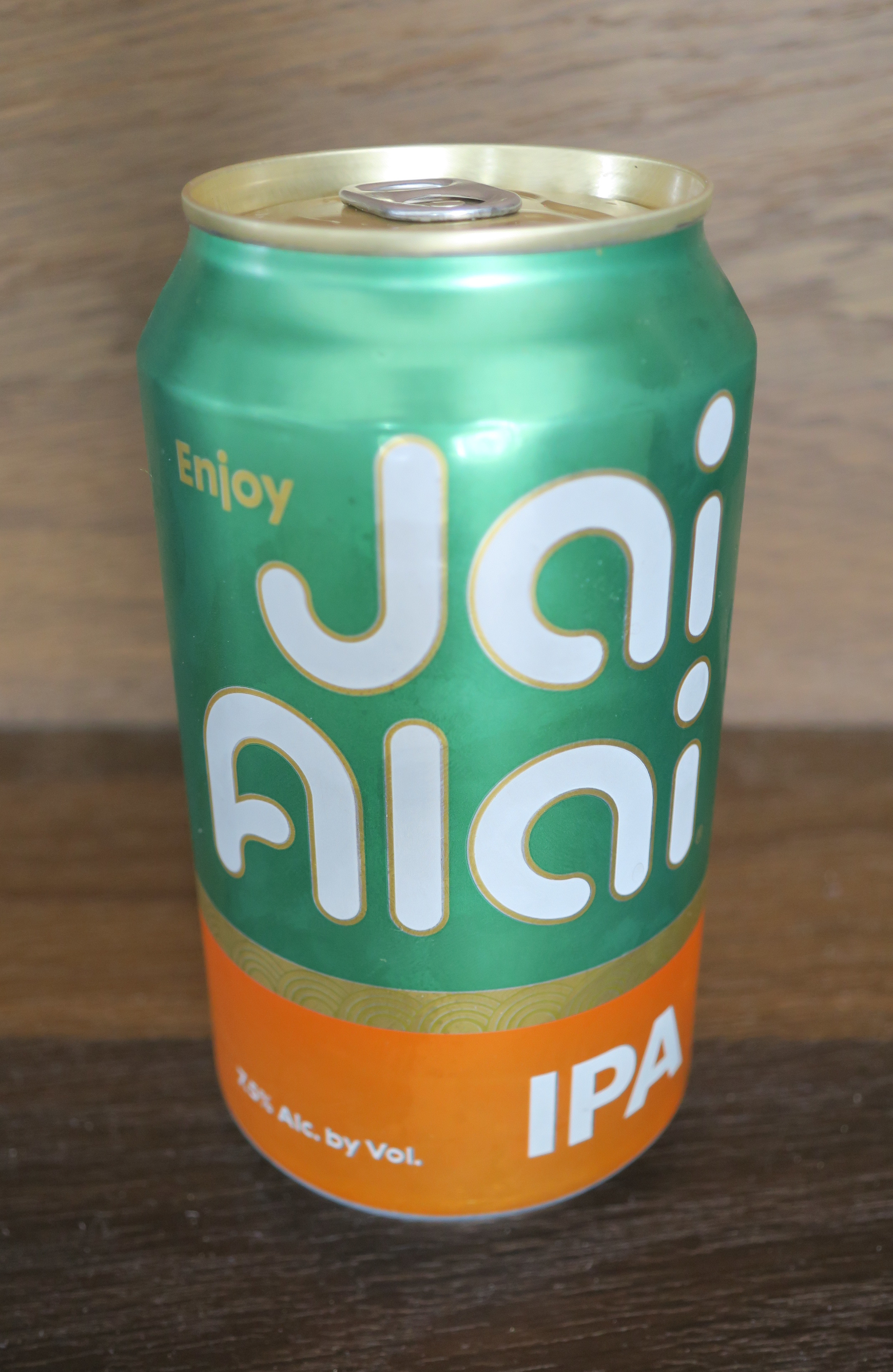
Eine Dose Jai-Alai-Bier

In Florida in der Stadt Tampa stellt die Brauerei Cigar City Bewing in Anlehnung an die Sportart ein gleichnamiges IPA-Bier her.